# D•N•Angel
D•N•Angel (ディー・エヌ・エンジェル?, Dī Enu Enjeru) è un manga di Yukiru Sugisaki. La serie si incentra su Daisuke Niwa, uno studente delle scuole medie, che si trasforma nel ladro Dark Mousy ogni volta che pensa alla sua amata, Risa Harada. Il manga è stato serializzato dal 1997 al 24 gennaio 2021 sulla rivista Asuka della Kadokawa Shoten. I capitoli sono poi stati raccolti in 20 volumi tankōbon dalla Kadokawa Shoten, pubblicati dal 13 novembre 1997 al 24 giugno 2021.
Un'edizione in italiano è stata edita da Panini Comics tramite l'etichetta Planet Manga. Il primo volume è uscito il 23 febbraio 2006, mentre l'ultimo è stato pubblicato il 26 gennaio 2012. Una nuova edizione è stata pubblicata dal 20 giugno 2024 al 27 marzo 2025.
Dal manga è stato adattata una serie anime in 26 puntate e un videogioco intitolato D•N•Angel: Kurenai no tsubasa.

## Trama
La storia inizia con la dichiarazione da parte di Daisuke Niwa, che viene rifiutato da parte del suo primo amore, Risa Harada. Lei infatti è alla ricerca di "un uomo perfetto" per poter finalmente battere sua sorella gemella Riku Harada. Nello stesso giorno, che è anche il 14º compleanno di Daisuke, il protagonista, allevato fin da piccolo dalla madre e dal nonno ad aprire le serrature delle porte ed a essere estremamente agile, scopre dell'esistenza di un "gene dell'amore" del DNA nella sua famiglia. Sembrerebbe che, questo particolare gene, si risvegli in tutti i maschi Niwa all'età di 14 anni, trasformandoli nel famoso ladro Dark Mousy. Questo gene è particolare perché reagisce con la persona che si ama, continuando finché non si viene ricambiati.
Per complicare ulteriormente le cose, Daisuke è compagno di classe di Satoshi Hiwatari, comandante delle indagini svolte con l'intento di catturare Dark. Durante i furti compiuti da Dark di notte, Daisuke (ovviamente trasformato) è accompagnato da un coniglietto di nome Uizu, che ha la possibilità di trasformarsi in uno strano essere che permette a Dark di volare, ma anche in qualsiasi altra persona.

## Personaggi
Daisuke Niwa (丹羽 大助?, Niwa Daisuke)
Doppiato da: Miyu Irino, Tomoko Kaneda (da bambino), Sōichirō Hoshi (drama-CD)
È il giovane protagonista della storia, ha 14 anni ed è uno studente delle superiori. Di carattere piuttosto timido e riservato, dopo un rifiuto della ragazza della quale è innamorato, Risa Harada, proprio nel giorno del suo compleanno, si trasforma nel leggendario ladro fantasma Dark Mousy. La madre gli spiega che questo potere risiede da tantissimi anni nel DNA della stirpe Niwa e che tutti i suoi predecessori maschi lo hanno manifestato proprio come lui. Verso la seconda metà della storia Daisuke perderà interesse per Risa, e scoprirà di essere innamorato di Riku.
Dark Mousy (ダーク・マウジー?, Dāku Maujī)
Doppiato da: Ryōtarō Okiayu, Masaya Onosaka (drama-CD)
Insieme a Daisuke Niwa, è il protagonista della storia. È un affascinante ed abilissimo ladro, che da generazioni "abita" il DNA della famiglia Niwa e quando il discendente maschio raggiunge i 14 anni continua il lavoro di kaitou di Dark. Il suo grande obiettivo è quello di rubare tutte le opere appartenenti alla famiglia Hikari, il cui ultimo discendente, Satoshi Hiwatari, è costantemente impegnato a dargli la caccia. Nelle sue imprese è aiutato da uno strano animaletto di nome Wiz, che si trasforma nelle sue grandi ali nere.
Emiko Niwa (丹羽 笑子?, Niwa Emiko)
Doppiata da: Sakiko Tamagawa, Taeko Kawata (da bambina), Yūko Nagashima (drama-CD)
È la madre di Daisuke, una donna energica che sa quello che vuole e lo ottiene praticamente sempre. È molto affezionata al figlio ed è lei che spedisce i biglietti di sfida di Dark, che indicano l'opera d'arte che verrà rubata dal ladro. È orgogliosa del fatto che il DNA di Dark si sia mostrato in suo figlio, anche se, da bambina, aveva spesso desiderato che si mostrasse anche in lei pur sapendo che non sarebbe stato possibile essendo una femmina.
Kosuke Niwa (丹羽 小助?, Niwa Kosuke)
Doppiato da: Masaki Terasoma, Toshihiko Seki (drama-CD)
È il padre di Daisuke e, come il figlio, è timido e riservato ma sempre pronto ad aiutare gli altri. Non si sa molto su di lui ma, pur non essendo un discendente della famiglia Niwa, sembra sapere molte cose sul segreto di Dark Mousy e Krad, soprattutto della magia incorporata nelle opere d'arte prese di mira da Dark.
Satoshi Hiwatari (日渡 怜?, Hiwatari Satoshi)
Doppiato da: Akira Ishida, Tomokazu Seki (drama-CD)
Calmo e composto, è in realtà una persona che nasconde molto le sue emozioni, tanto da risultare distante, freddo e molto silenzioso. È estremamente intelligente, ed a soli 8 anni si è diplomato nelle superiori, ed a 13 anni si è laureato all'università. Tuttavia, decide di entrare a far parte degli studenti frequentanti la scuola inferiore nella quale va anche Daisuke, dicendo che questo è l'unico modo per avere una vita normale. In realtà, tale condizione è solo una copertura, per controllare da vicino Daisuke. Satoshi in realtà è il comandante della polizia, ed il suo scopo è quello di arrestare Dark. Nel corso della serie però giunge a fare amicizia con lo stesso Daisuke. Se Satoshi manifesta le sue emozioni si trasforma in Krad.
Krad (クラッド?, Kuraddo)
Doppiato da: Takeshi Kusao, Taiki Matsuno (drama-CD)
È l'antagonista della serie. Completo opposto di Dark Mousy e suo acerrimo nemico, Krad è l'alter ego di Satoshi Hiwatari. Krad ha un'ossessione per Dark e cerca sempre di ucciderlo perché sembra essere molto possessivo nei confronti del suo alter ego Satoshi. Nonostante questo Satoshi, come tutti gli appartenenti della sua famiglia, disprezza Krad fino ad odiarlo e cerca in ogni modo di ostacolarlo. Anche se Krad afferma di essere affezionato a Satoshi, non gli interessa se il ragazzo venga ferito quando il suo corpo si trasforma ottenendo le ali o quando usa la magia.
Risa Harada (原田 梨紗?, Harada Risa)
Doppiata da: Masumi Asano, Sakura Tange (drama-CD)
Sorella gemella di Riku, è una ragazza molto femminile e colei di cui Daisuke Niwa è innamorato: nel primo numero del manga lui le si dichiara, ma viene respinto perché è visto solo come un amico d'infanzia. S'innamora a prima vista di Dark Mousy, anche se questi si sente più attratto da sua sorella Riku.
Riku Harada (原田 梨紅?, Harada Riku)
Doppiata da: Sara Nakayama, Yuka Imai (drama-CD)
È la sorella gemella di Risa, è innamorata di Daisuke, anche se Dark l'ha baciata e lei lo considera un maniaco. Verso la fine degli episodi Daisuke perderà interesse per Risa, e scoprirà di essere innamorato di Riku.

## Media

### Manga
In Giappone, il manga scritto e illustrato da Yukiru Sugisaki, è stato pubblicato dal 1997 sulla testata Asuka della Kadokawa Shoten. Nuovi capitoli sono stati serializzati mensilmente fino a quando Sugisaki non ha interrotto la serie dopo il numero di agosto 2005 della testata. La serie è poi tornata ad essere pubblicata dal numero di aprile 2008. La serie è entrata nel climax nel febbraio 2019 mentre nel settembre 2020 l'autrice ne annunciò l'oramai imminente conclusione. A novembre 2020 venne reso noto che mancavano 3 capitoli al termine dell'opera. L'opera si è poi conclusa nel numero di marzo 2021 uscito il 24 gennaio 2021. I capitoli sono stati raccolti in 20 volumi tankōbon pubblicati dal 13 novembre 1997 al 24 giugno 2021.
In Italia il manga è stato pubblicato dalla Planet Manga sulla testata Manga Storie dal 23 febbraio 2006 al 26 gennaio 2012, interrompendosi al quindicesimo volume. La traduzione dei testi è stata curata da Mayumi Kobayashi e Raffaele Manzo. Una nuova edizione composta da 10 volumi, D•N•Angel Ultimate Deluxe Edition, è stata pubblicata ad opera dello stesso editore dal 20 giugno 2024 al 27 marzo 2025.
Viene pubblicato anche nel Regno Unito da Tokyopop, a Singapore da Chuang Yi e in Svezia da Bonnier Carlsen.
Nell'agosto 2003, mentre la serie principale era in pausa, una seconda serie manga, intitolata D•N•Angel TV Animation Series, iniziò la serializzazione sulla testata Asuka. Scritta sempre da Sugisaki, la serie breve era basata sull'adattamento anime, che si era discostato dalla trama del manga originale. Questa versione alternativa ha terminato la serializzazione nell'ottobre 2003. Successivamente i capitoli sono stati raccolti in due volumi tankōbon da Kadokawa Shoten.

### Anime
D•N•Angel è stato adattato in una serie anime composta da 26 episodi e prodotta da TV Tokyo, Dentsu e Xebec; la serie animata è andata in onda in Giappone su TV Tokyo dal 3 aprile al 25 settembre 2003. L'anime è stato diretto dal regista Nobuyoshi Habara.
Negli Stati Uniti d'America e nel Regno Unito è stata concessa in licenza da ADV Films. Successivamente i diritti di distribuzione sono scaduti per il Regno Unito, mentre negli USA sono stati presi da Discotek Media. La serie è stata concessa in licenza anche in Australia e Nuova Zelanda da Madman Entertainment.
Sono presenti cinque differenti sigle. La prima è Byakuya -True Light- (白夜 〜True Light〜? lett. "Notte bianca -True Light-") cantata da Shunichi Miyamoto e impiegata come apertura per i primi 24 episodi. Le sigle di chiusura invece sono rispettivamente: Yasashii gogo (やさしい午後? lett. "Dolce pomeriggio") (ep. 1-12) e Hajimari no hi (はじまりの日? lett. "Il giorno in cui inizia") (ep. 13-23 e 25) entrambe cantate dalla band Minawo. L'episodio 24 utilizza il brano Caged Bird (lett. "Uccello in gabbia") di Shunichi Miyamoto come chiusura mentre l'episodio finale impiega Michishirube (道標? lett. "Indicazione") sempre di Miyamoto.
In Italia è tuttora inedito.
| Nº | Titolo italiano (traduzione letterale) Giapponese 「Kanji」 - Rōmaji                 | In onda           | In onda |
| Nº | Titolo italiano (traduzione letterale) Giapponese 「Kanji」 - Rōmaji                 | Giapponese        |         |
| 1  | La rinascita di Dark 「復活のダーク」 - Fukkatsu no Daku                             | 3 aprile 2003     |         |
| 2  | Risveglio dei sentimenti 「よみがえる想い」 - Yomigaeru omoi                         | 10 aprile 2003    |         |
| 3  | I sussurri dell'Unicorno 「ユニコーンのささやき」 - Yunikon nosasayaki               | 17 aprile 2003    |         |
| 4  | Tra luce ed oscurità... 「光と闇の間に…」 - Hikato yami no mani...                   | 24 aprile 2003    |         |
| 5  | Doppia cottura 「ダブルクッキング」 - Daburu Kukkingu                                | 1º maggio 2003    |         |
| 6  | Memorie del St. White 「St.White Memories」 - St.White Memories                      | 8 maggio 2003     |         |
| 7  | Adone del giardino del giuramento 「誓いの庭のアドニス」 - Chikai no niwa no Adonisu | 15 maggio 2003    |         |
| 8  | Preavviso da Agata 「瑪瑙の予告状」 - Menō no yokoku jō                              | 22 maggio 2003    |         |
| 9  | Un piccolo amore 「ちいさな恋」 - Chiisana koi                                       | 29 maggio 2003    |         |
| 10 | Ritratto di un musicista 「ある音楽家の肖像」 - Aru ongakuka no shōzō                | 5 giugno 2003     |         |
| 11 | Il tempio di Nettuno 「海神の神殿」 - Nepuchuun no shinden                           | 12 giugno 2003    |         |
| 12 | Insieme al rutilo... 「ルチルとともに…」 - Ruchiru totomoni...                       | 19 giugno 2003    |         |
| 13 | Il marchio eterno 「永遠の標」 - Towa no shirube                                     | 26 giugno 2003    |         |
| 14 | Una nuova rivale 「新たなるライバル」 - Arata naru Raibaru                           | 3 luglio 2003     |         |
| 15 | Barbecue Panic 「バーベキューパニック」 - Babekyu Panikku                            | 10 luglio 2003    |         |
| 16 | Ti ho trovato 「見つけたよ」 - Mitsu ketayo                                          | 17 luglio 2003    |         |
| 17 | Un'estate senza Dark 「ダークのいない夏」 - Daku noinai natsu                        | 24 luglio 2003    |         |
| 18 | I due nella notte delle stelle cadenti 「星降る夜の二人」 - Hoshifuru yoru no futari | 31 luglio 2003    |         |
| 19 | Una splendida eroina 「すてきなヒロイン」 - Sutekina Hiroin                          | 7 agosto 2003     |         |
| 20 | Voglio incontrarti 「逢いたくて」 - Ai takute                                        | 14 agosto 2003    |         |
| 21 | Il grido congelato 「凍てついた呼び声」 - Koote tsuita yobigoe                       | 21 agosto 2003    |         |
| 22 | Ghiaccio e neve 「アイスアンドスノウ」 - Aisu ando Sunō                              | 28 agosto 2003    |         |
| 23 | La lancetta dei secondi del tempo 「時の秒針」 - Toki no byōshin                     | 4 settembre 2003  |         |
| 24 | La neve cade nell'anima 「心に雪が降る」 - Kokoro ni yuki ga furu                    | 11 settembre 2003 |         |
| 25 | Ali nere 「黒翼」 - Kuro tsubasa                                                     | 18 settembre 2003 |         |
| 26 | L'eterno Dark 「永遠のダーク」 - Eien no Daku                                        | 25 settembre 2003 |         |

### Videogioco

Schermata del videogioco

Dalla serie è stato tratto anche un videogioco intitolato D•N•Angel: Kurenai no tsubasa (D·N·ANGEL〜紅の翼〜?, Dī Enu Enjeru ~Kurenai no tsubasa~, lett. "D•N•Angel: ~Ali cremisi~"); si tratta di un'avventura grafica, resa disponibile da Takara per PlayStation 2 il 25 settembre 2003 esclusivamente in Giappone. Nonostante si basi principalmente sull'anime, la storia segue più fedelmente quella narrata nel manga. Il gioco ha ottenuto un punteggio di 28/40 dalla rivista Famitsū, basato sulla somma dei punteggi (da 0 a 10) dati al gioco da quattro recensori della rivista.

### Drama CD
Una trilogia di drama CD chiamata D.N.Angel Wink è stata pubblicata tra marzo e dicembre 1999. Alcune scene seguono fedelmente il manga parola per parola, mentre altre presentano alcune differenze o non compaiono affatto nell'opera cartacea. Il primo CD si intitola Target: Sleeping Beauty ed è uscito il 5 marzo 1999. Il secondo è 2nd Target: Love Sick ed è stato pubblicato il 17 novembre 1999. Il terzo invece è 3rd Target: Love Pleasure reso disponibile il 15 dicembre 1999. Esiste un altro CD uscito nel 2001, A Legend of a Vampire, che presenta il medesimo cast di doppiatori della serie Wink ma che tratta di una storia inedita e totalmente assente nel manga. La trama ruota attorno all'alter ego di Daisuke, Dark che è un vampiro. Inoltre appare anche il personaggio di Krad, assente nei precedenti drama CD della serie Wink.
Esistono inoltre altri due drama CD pubblicati dopo l'uscita dell'anime, intitolati rispettivamente Sweet e Cute. Questi CD presentano invece i medesimi doppiatori della versione animata e si basano su quest'ultima con eventi che si svolgono appena prima della sua conclusione. Presentano anche delle scene parodistiche.

### Romanzi
In Giappone sono stati pubblicati anche tre romanzi usciti tra il settembre 2000 e il settembre 2001. I titoli sono rispettivamente: Ningyo no namida (人魚の涙? lett. "Le lacrime della sirena"), Yuki no joō (雪の女王? lett. "Regina delle nevi") e Garasu no kutsuri (硝子の靴? lett. "Scarpe di vetro").
Un adattamento della serie anime in versione romanzo è stato pubblicato con il titolo di D•N•Angel TV Animation Series in due volumi usciti rispettivamente tra il 31 luglio e il 30 settembre 2003.

### Programma radiofonico
Una serie di sette trasmissioni radiofoniche andò in onda in Giappone nel corso nel 2005 con il titolo Decade on Net: Radio D.N.Angel. Il programma ha avuto come ospiti Miyu Irino e Akira Ishida, rispettivamente i doppiatori di Daisuke Niwa e Satoshi Hiwatari.